# 新潟県立十日町高等学校松之山分校
新潟県立十日町高等学校 松之山分校（にいがたけんりつ とおかまちこうとうがっこう まつのやまぶんこう、英: Matsunoyama Branch of Niigata Prefectural Tokamachi High School）は、かつて新潟県十日町市松之山光間にあった県立高等学校分校。

## 概要
前身は新潟県立安塚高等学校の松之山分校で、2017年（平成29年）に本校の安塚高校が廃校された事に伴い、分校のみ十日町高校に移管された。
新潟県教育委員会「令和5年度～令和7年度 県立高校等再編整備計画」により、2023年（令和5年）度に新潟県立松代高等学校に統合され2025年3月末閉校となった。

## 沿革
- 1948年（昭和23年） - 安塚農業高校松之山分校として開校（定時制）[3]。
- 1949年（昭和24年） - 安塚高等学校松之山分校に改称[3]。
- 1968年（昭和43年） - 全日制に移行する（分校としては県内初）[3]。
- 2013年（平成25年） - 定時制への移行方針が示されたものの、地元の反対を受け撤回[3]。
- 2015年（平成27年） - 新潟県立十日町高等学校の分校となる[3]。本校の新潟県立安塚高校が2017年3月をもって廃校となることが決定したことによるもの。
- 2023年（令和5年） - 新潟県立松代高等学校に統合され募集停止予定[1][2]。
- 2025年（令和7年)　-閉校

## 教育組織
- 全日制課程
  - 普通科（1クラス）

## 教育目標
- 学力の向上
- 自主性、積極性の涵養
- 心身共に健康で真摯、明朗な人物の育成

## 学校行事
- 入学式
- 体育祭
- 球技大会
- 松高祭
- 卒業式

## 部活動

### 運動部
- 陸上競技
- スキー
- バドミントン
- 軟式野球
- バドミントン
- バレーボール

### 文化部
- 書道
- 科学
- 農業

## アクセス
- 北越急行（ほくほく線）まつだい駅より東頸バスで約20分[4]
- JR東日本（飯山線）越後鹿渡駅より車で約15分